# Bailliage d'Andelfingen
1434-1465–1473-1798
Entités précédentes :
- Bailliage de Kybourg (1473)

Entités suivantes :
- Bailliage de Kybourg (1465)
- District d'Andelfingen (1798)

Le bailliage d'Andelfingen est un bailliage du canton de Zurich.

## Histoire
Le territoire fait d'abord partie du bailliage de Diessenhofen, dépendant du landgraviat de Thurgovie. Il est ensuite mis en gage à plusieurs reprises par les Habsbourg.
Zurich reçoit le territoire d'Andelfingen en 1434. Le bailliage est réuni au bailliage de Kybourg entre 1465 et 1473.

## Baillis
- 1438-1442 : Johannes Schwend[1] ;
- 1445-1450 : Konrad von Cham[V2 1] ;
- 1464-? : Heinrich Gœldi[2] ;
- 1468-1472 : Felix Schwarzmurer[3] ;
- 1475-? : Hans Grebel[4] ;
- 1486-? : Dominikus von Frauenfeld[5],[6] ;
- 1530-? : Hans Edlibach[7],[V2 2] ;
- 1554[V2 3]-? ou 1555-1561[8] : Felix Brunner ;
- 1610-? : Hans Jakob Haab[9] ;
- 1651-1652 : Hans Heinrich Balber[10] ;
- 1692-? : Hans Heinrich Bræm[V2 4] ;
- 1760-1766 : Johann Christoph Billeter[V2 5] ;